# Lipno (gmina wiejska w województwie kujawsko-pomorskim)
Lipno (do 1954 gmina Jastrzębie i gmina Kłokock) – gmina wiejska w Polsce w województwie kujawsko-pomorskim, w powiecie lipnowskim. W latach 1975–1998 gmina administracyjnie należała do województwa włocławskiego.
Siedzibą gminy jest Lipno.
Według danych z 30 czerwca 2004 gminę zamieszkiwało 11 185 osób.

## Struktura powierzchni
Według danych z roku 2002 gmina Lipno ma obszar 209,72 km², w tym:
- użytki rolne: 67%
- użytki leśne: 23%

Gmina stanowi 20,65% powierzchni powiatu.

## Ochrona przyrody
Na terenie gminy znajdują się 2 rezerwaty przyrody:
- Rezerwat przyrody Bór Wąkole im. prof. Klemensa Kępczyńskiego – leśny, chroni siedlisko boru z jałowcem na wydmach śródlądowych
- Rezerwat przyrody Stary Zagaj – leśny, chroni las liściasty o cechach drzewostanów naturalnych

## Demografia

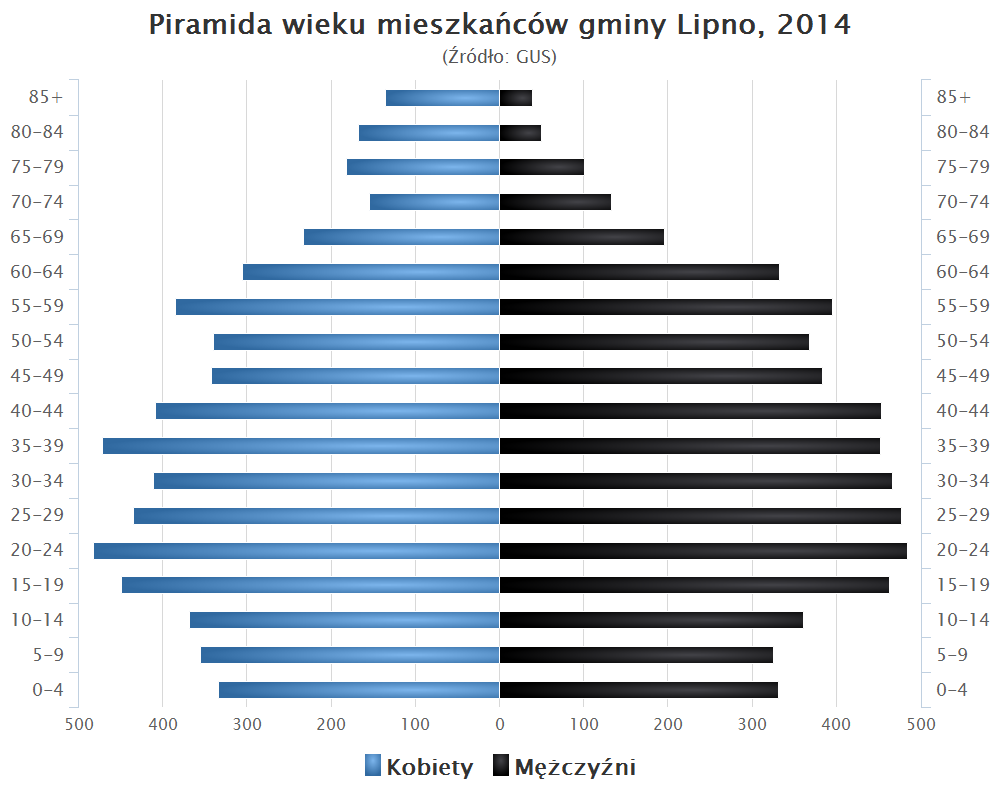
Piramida wieku mieszkańców gminy Lipno w 2014 roku

Dane z 30 czerwca 2004:
| Opis                              | Ogółem | Ogółem | Kobiety | Kobiety | Mężczyźni | Mężczyźni |
| --------------------------------- | ------ | ------ | ------- | ------- | --------- | --------- |
| jednostka                         | osób   | %      | osób    | %       | osób      | %         |
| populacja                         | 11 185 | 100    | 5666    | 50,7    | 5519      | 49,3      |
| gęstość zaludnienia (mieszk./km²) | 53,3   | 53,3   | 27      | 27      | 26,3      | 26,3      |

## Zabytki
Wykaz zarejestrowanych zabytków nieruchomych na terenie gminy:
- kościół parafii pod wezwaniem Matki Boskiej Częstochowskiej z XVIII w. w Brzeźnie, nr 87/A z 15.11.1982 roku
- nieczynny cmentarz ewangelicki z początku XX w. w Brzeźnie, nr 347/A z 29.06.1994 roku
- nieczynny cmentarz ewangelicki z końca XIX w. w Elzanowie, nr 346/A z 29.06.1994 roku
- zespół dworski z końca XIX w. w Głodowie, obejmujący: dwór; park krajobrazowy, nr 139/A z 27.07.1984 roku
- zespół dworski w Jastrzębiu, obejmujący: dwór drewniano-murowany z połowy XIX w.; park z XIX w., nr 324/A z 5.11.1993 i z 1.12.1993 roku
- kościół parafii pod wezwaniem św. Jadwigi z 1761 roku w Karnkowie, nr A/432 z 15.11.1982 roku
- zespół dworski w Karnkowie, obejmujący: dwór z lat 1808-1824; 2 oficyny z początku XIX w.; gorzelnię z 1886; dworek z końca XIX w.; spichlerz z drugiej połowy XIX w.; park z pierwszej połowy XIX w., nr A/1346 z 23.03.1991 roku
- drewniany kościół parafii pod wezwaniem św. Mateusza z drugiej połowy XVIII w. w Ostrowitem, nr A/431 z 15.11.1982 roku
- zespół pałacowy w Wierzbicku, obejmujący: pałac z lat 1880-90; park, nr 190/A z 18.09.1985 roku
- park dworski z drugiej połowy XIX w. w Złotopolu, nr 341/A z 19.04.1994 roku.

## Sąsiednie gminy
Bobrowniki, Lipno (miasto), Chrostkowo, Czernikowo, Fabianki, Kikół, Skępe, Wielgie